# GP Tartu
O Grande Prêmio Tartu (oficialmente: GP Tartu) foi uma competição de ciclismo profissional de um dia estóniano que se disputa anualmente na cidade de Tartu e seus arredores.
Disputava-se desde 2002 na categoria 1.5 (última categoria do profesionalsimo) subindo ao ano seguinte à 1.3; desde a criação dos Circuitos Continentais da UCI em 2005 fez parte do UCI Europe Tour, dentro da categoria 1.1. Durante a sua história a prova tem mudado de denominação em várias ocasiões:
- Tartu Tänavasõit
- GP Ühispanga Tartu
- SEB Eesti Ühispank Tartu GP
- SEB Tartu GP

Em 2013 fundiu-se com o Grande Prêmio Tallin-Tartu formando o Tour da Estónia.
O corredor que mais vezes se impôs na carreira é Jaan Kirsipuu, com três vitórias consecutivas.

## Palmarés
| Ano  | Ganhador            | Segundo             | Terceiro          |
| ---- | ------------------- | ------------------- | ----------------- |
| 2002 | Jaan Kirsipuu       | Janek Tombak        | Oleg Grishkine    |
| 2003 | Jaan Kirsipuu       | Janek Tombak        | Kazimierz Stafiej |
| 2004 | Mark Scanlon        | Slawomir Kohut      | Jimmy Engoulvent  |
| 2005 | Tomas Vaitkus       | Andrus Aug          | Mikhail Timoshin  |
| 2006 | Wojciech Pawlak     | Allan Oras          | Tomasz Kiendys    |
| 2007 | Erki Pütsep         | Caspar Austa        | Janek Tombak      |
| 2008 | Aleksejs Saramotins | Janek Tombak        | Erki Pütsep       |
| 2009 | Hannes Blank        | Aleksejs Saramotins | Janek Tombak      |
| 2010 | Tanel Kangert       | Toms Skujins        | Adrian Honkisz    |
| 2011 | Jean-Eudes Demaret  | Rene Mandri         | Jonas Ljungblad   |
| 2012 | Rene Mandri         | Paul Voss           | Zakkari Dempster  |

## Palmarés por países
| País     | Vitórias |
| -------- | -------- |
| Estónia  | 6        |
| Alemanha | 1        |
| França   | 1        |
| Irlanda  | 1        |
| Letônia  | 1        |
| Lituânia | 1        |
| Polónia  | 1        |